# Javatrogon
Javatrogon (Apalharpactes reinwardtii) är en hotad asiatisk fågel i familjen trogoner.

## Utseende och läten
Javatrogonen är en slåede grön och gul trogon med en kroppslängd på 34 cm. Ovansidan är grön förutom stjärten som är blå. Undersidan är mestadels gul med grönt bröstband. Näbben är röd och kring ögat syns blå bar hud. Lätet beskrivs som ett torrt, skallrande "sterrrr".

## Utbredning och status
Fågeln förekommer i bergskogar på västra Java. Den behandlas som monotypisk, det vill säga att den inte delas in i några underarter.

## Status och hot
Javatrogonen har en liten världspopulation bestående av uppskattningsvis endast 2 500–10 000 vuxna individer. Den tros också minska i antal till följd av habitatförlust. Den är därför upptagen på internationella naturvårdsunionen IUCN:s röda lista över hotade arter, kategoriserad som sårbar (VU).

## Namn
Fågelns vetenskapliga artnamn hedrar Caspar Georg Carl Reinwardt (1773-1854), holländsk naturforskare och samlare verksam i Ostindien 1817-1822.